# Bahía de Guadiana
La bahía de Guadiana es la bahía más occidental de Cuba, ubicada en la provincia de Pinar del Río. El río Mantua desemboca en esta bahía. 
Se localiza en la costa norte de la isla, en el golfo de Guanahacabibes. Posee una profundidad máxima de 12 m y su largo máximo es de 16,5 km. 
La bahía presenta costas sinuosas, bajas y cubiertas de mangles, con tramos acantilados y algunas playas, además de varias ensenadas como Garnacha, entre otras.
El área fue refugio tanto de indígenas, como de piratas en la era colonial. Su situación en las aguas abiertas del golfo de México la hace vulnerable a los huracanes. El área fue severamente afectada por el huracán Iván en 2004 y el huracán Wilma en 2005.